# Újbártfalva
Újbártfalva (Satu Barbă), település Romániában, a Partiumban, Bihar megyében.

## Fekvése
A Réz-hegység nyúlványai alatt, Margittától délkeletre fekvő település.

## Története
Bártfalva nevét 1408-ban említette először oklevél Barby, Barby Janusfalva néven.
1435-ben Barthfalva, 1599-ben Bartafalva, 1465-ben Bardfalwa, 1913-ban Újbártfalva néven írták.
1465-ben a Bályokiaké volt, és Bályoki Szilveszter is birtokosa volt, aki Bardfalwa-i részeit Dengelegi Pongrác János erdélyi vajdának adta zálogba.
1910-ben 554 lakosából 160 magyar, 394 román volt. Ebből 117 római katolikus, 43 görögkatolikus, 351 görögkeleti ortodox volt.
A trianoni békeszerződés előtt Bihar vármegye Margittai járásához tartozott.
2002-ben 300 lakosából 294 román, 6 magyar volt.